# دختر نگو، بلا بگو
دختر نگو، بلا بگو فیلمی به کارگردانی جمشید شیبانی و نویسندگی پرویز خطیبی محصول سال ۱۳۵۴ است.

## خلاصه داستان
مریم (سیمین غفاری) و دوستانش (جمشید مهرداد، علی زاهدی و حسن رضیانی) معرکه گیرند...

## بازیگران
- پیمان
- سیمین غفاری
- جمشید مهرداد
- حسن رضیانی
- محمود تهرانی
- علی زاهدی
- علی اکبر مهدوی فر
- حسین ملکی
- محمد حقدل
- سوزان
- کشاورز
- فهیمه سپهر
- خشایار